# Gaia (nome)
Gaia  è un nome proprio di persona italiano femminile.

## Varianti
- Maschile: Gaio

### Varianti in altre lingue
- Esperanto: Gaja
- Greco antico: Γαῖα (Gaia)[1][2][3], Γαιανη (Gaiane)[4]
- Inglese: Gaea[5]
- Latino: Gaea[1][3], Gaiana[4]
- Polacco: Gaja
- Spagnolo: Caya

## Origine e diffusione

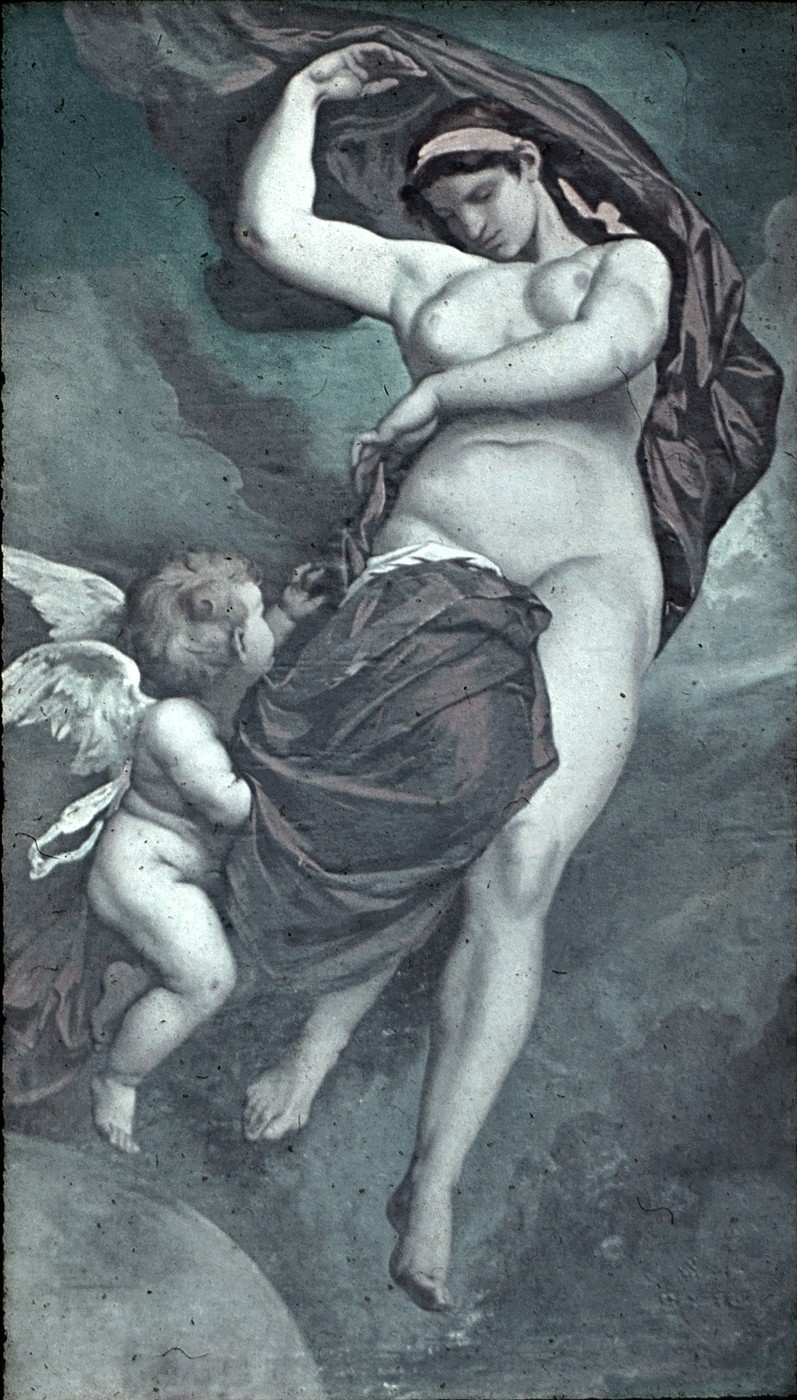
Gaia, di Anselm Feuerbach

In primo luogo, si tratta di un nome di tradizione classica, portato, nella mitologia greca, da Gaia o Gea, la dea madre di tutti gli dei, personificazione della Terra. Si basa sul greco Γαῖα (Gaia), forma variata di Γῆ (Ge), che significa "terra", "terraferma"
In secondo luogo, Gaia rappresenta una forma femminile di Gaio, variante di Caio, nome di origine etrusca e dal significato ignoto; gli antichi Romani usavano questo nome nel recitare la formula matrimoniale Ubi tu Gaius, ego Gaia, cioè "Dove tu sarai, Gaio, vi sarò anch'io, Gaia".
Inoltre, il nome coincide con il termine italiano "gaia", che vuol dire "allegra", "felice", "vivace".
Relativamente al XXI secolo Gaia è un nome di buona popolarità in Italia: dalla venticinquesima posizione del 2000 ha raggiunto nel 2001 il settimo posto tra i nomi più attribuiti alle neonate, ed è poi risultato nono nel 2012 e infine quindicesimo nel 2016.

## Onomastico
Non vi sono sante chiamate Gaia, che quindi è un nome adespota. L'onomastico ricorre il 1º novembre, giorno di Ognissanti; in alternativa, si può festeggiare anche il 29 settembre in memoria di santa Gaiana, martire con Ripsima e altre compagne ad Echmiadzin, in Armenia, sotto Diocleziano, oppure lo stesso giorno di Gaio (vedi).

## Persone
- Gaia Afrania, antica donna romana

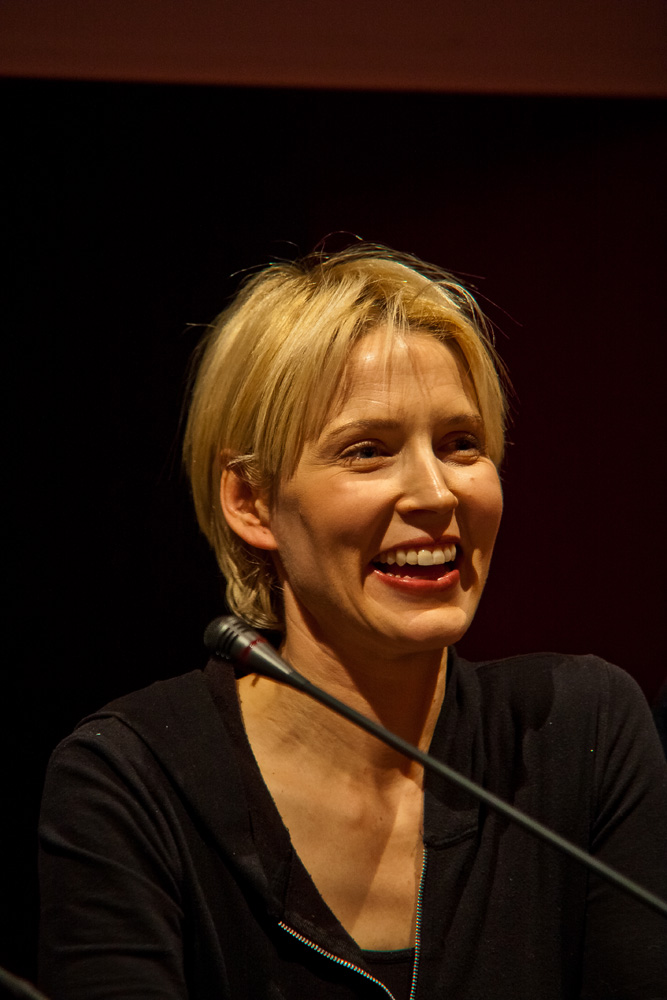
Gaia De Laurentiis

Gaia Germani

- Gaia Bermani Amaral, conduttrice televisiva e attrice brasiliana
- Gaia Bolognesi, attrice, doppiatrice e conduttrice radiofonica italiana
- Gaia da Camino, poetessa e nobildonna italiana
- Gaia de Beaumont, scrittrice italiana
- Gaia De Laurentiis, attrice e conduttrice televisiva italiana
- Gaia Germani, attrice italiana
- Gaia Gorini, cestista italiana
- Gaia Gozzi, cantautrice italiana
- Gaia Ranieri, cantante e conduttrice televisiva italiana
- Gaia Rayneri, scrittrice italiana
- Gaia Servadio, scrittrice italiana
- Gaia Straccamore, ballerina italiana
- Gaia Tortora, giornalista italiana
- Gaia Vuerich, fondista italiana

## Il nome nelle arti
- Gaia è il nome della nipote adottiva di Paperone nella serie televisiva Ducktales.
- Fata Gaia è un personaggio del programma televisivo Melevisione.
- Gaia De Bernardi è un personaggio della serie televisiva Camera Café.
- La fine di Gaia è una canzone di Caparezza.